# 小行星7516
小行星7516（英語：7516 Kranjc）是一颗围绕太阳公转的小行星。1987年6月18日，Osservatorio San Vittore在博洛尼亚发现了此天体。
这颗小行星的绝对星等为125.83068等。